# Julien Georges Grandgagnage
Julien Georges Grandgagnage (Elsene, 12 februari 1950) is een Nederlandstalig Belgisch literair vertaler, columnist, schrijver van korte verhalen, poëzie en jeugdboeken, en auteur van studieboeken over filosofie en westerse esoterie. Hij publiceert onder de naam "Jules Grandgagnage".
Grandgagnage studeerde aan de Antwerpse Normaalschool voor leraar, en nadien cultuurwetenschappen aan de Open Universiteit en scenarioschrijven aan de Vlaamse Script Academie in Leuven. 
Grandgagnage vertaalde poëzie van onder meer William Shakespeare, John Milton, John Donne, Marie de France, Charles Baudelaire en Paul Verlaine, en een aantal  'Essais' van Michel de Montaigne.

## Publicaties (selectie)
- Het Braakland, vertaling van T.S. Eliots The Waste Land - tweetalige editie, ingeleid en geannoteerd (2024)
- Het paradijs verloren; John Miltons Paradise Lost vertaald en geannoteerd (2023)
- Shakespeare vertaald - 20 monologen (2022)
- 36 vertaalde gedichten uit de wereldliteratuur (2021)
- Sonnetten van Shakespeare (integrale vertaling, 2021)
- Gids voor de filosofie van Plato (2019)
- Gids voor de Westerse astrologie (2019)
- Prettig gestoorde ontmoetingen (2019, columns, eerder gepubliceerd in diverse tijdschriften)
- Poëzie en korte verhalen in diverse literaire tijdschriften (o.m. De Brakke Hond, Meander, De Gekooide Roos, Krakatau, Mondzeer, Artistiek Tijdschrift Ambrozijn)
- Honderd Dichters 5, Internationaal Forum, 2002
- Kinderboeken: Tabita, de heks (De Sikkel, 2000); De scepter van Oberin (De Boeck, 2002)
- Het boek aller tijden (Boekenpartners, 1999)